# 1896 год в автомобилестроении
Список событий в автомобилестроении в 1896 году:

## События

### Январь
- 14 — Гарри Лоусон (англ. Harry John Lawson) основал Daimler Motor Company, приобретя патенты Даймлера и начав в мае производство первых Британских автомобилей в Ковентри[1].

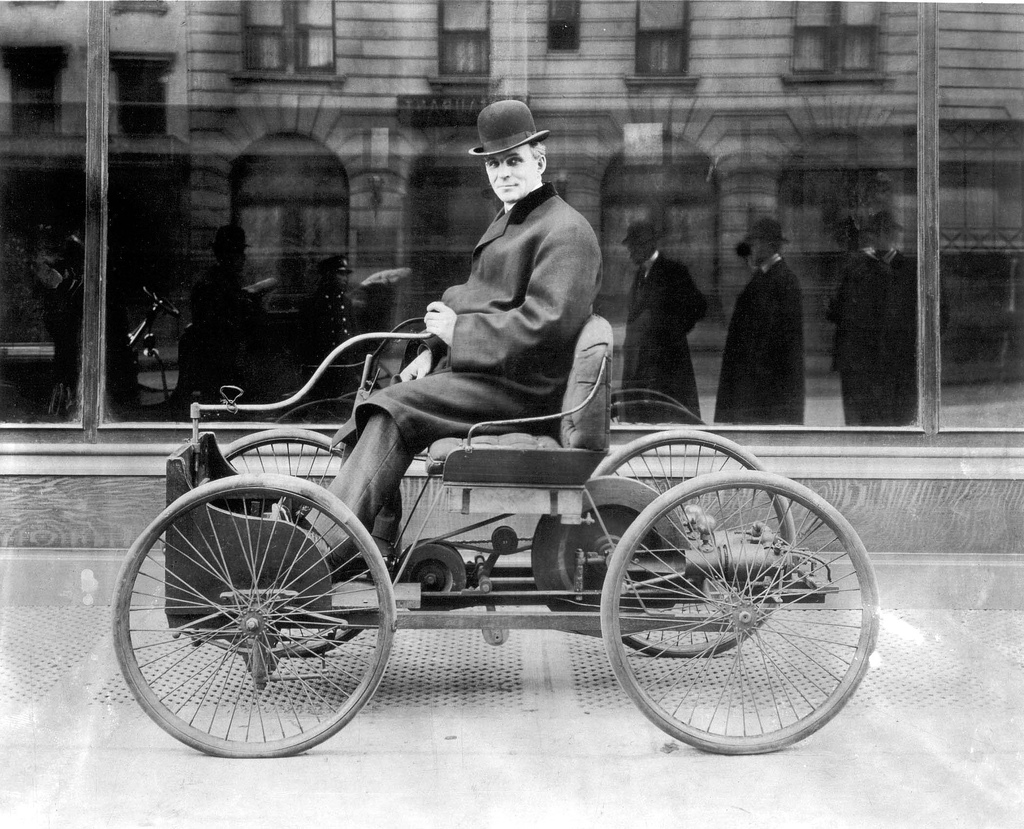
Генри Форд на своём Квадроцикле

### Май
- 5 — «Мастерская по ремонту велосипедов Винкльхофера и Янике» в Хемнице, Германия была переименована в Wanderer (Странник), по названию выпускаемого велосипеда. В 1932 году Wanderer вошла в состав Auto Union в качестве одной из компаний основателей: одного из четырёх переплетённых колец будущей Audi[2].

### Июнь
- 4 — Генри Форд собрал в сарае за домом на Багли Авеню, 58 в Детройте свой первый автомобиль — Quadricycle.  В ту же ночь он решил выехать на дорогу, чтобы опробовать автомобиль. Машина оказалась шире дверей и для первого Ford пришлось сделать пролом в стене[3].
- 3 (15) — в поселке Озеренская Тульской губерни в семье крестьянина родился Иван Алексеевич Лихачев, будущий директор Московского автомобильного завода, нарком машиностроения СССР[4].

### Декабрь
- 3 — консорциумом банков основал Fahrzeugfabrik AG Eisenach (Айзенахский автомобильный завод). В следующем году компания начала опытное производство автомобилей, став, после Daimler и Benz, третьим автопроизводителем Германии. Именно приобретя этот завод в 1928 году, BMW начала свою автомобильную историю[5].